# Federico Fernández
Federico Fernández (født 21. februar 1989) er en argentinsk fodboldspiller, som spiller for Premier League-klubben Newcastle United.

## Klubkarriere

### Estudiantes
Fernández begyndte sin karriere hos Estudiantes i hjemlandet, hvor han gjorde sin professionelle debut i 2008.

### Napoli
Fernández skiftede i juli 2011 til italienske Napoli. Han fik dog ikke meget spille tid i sin første tid i klubben, og han blev i januar 2013 udlejet til Getafe i søgen om mere spilletid.
Efter at have vendt tilbage fra leje fik Fernández mere spilletid, da han spille i størstedelen af holdets kampe i 2013-14 sæsonen.

### Swansea City
Fernández skiftede i august 2014 til Swansea City. Han tilbragte 4 sæsoner med Swansea, hvor han spillede som fast mand, og også var anfører for klubben i en periode.

### Newcastle United
Fernández skiftede i august 2018 til Newcastle United, hvor han blev genforenet med træner Rafael Benitez, som han havde spillet under i Napoli.

## Landsholdskarriere

### Ungdomslandshold
Fernández spillede i 2009 2 kampe for Argentinas U/20-landshold.

### Seniorlandshold
Fernández debutere for Argentinas landshold den 25. maj 2011. Han var del af Argentinas trup til VM i 2014.

## Eksterne henvisning
- Wikimedia Commons har flere filer relateret til Federico Fernández

- Federico Fernández' spillerprofil hos FIFA (engelsk)
- Federico Fernández' spillerprofil hos UEFA (engelsk)
- Federico Fernández' profil hos L’Équipe (fransk)
- Federico Fernández' spillerprofil på Transfermarkt (engelsk)
- Federico Fernández' spillerprofil på national-football-teams.com (engelsk)
- Federico Fernández' profil på WorldFootball.net (engelsk)
- Federico Fernández' spillerprofil på Soccerbase.com (engelsk)
- Federico Fernández' profil hos FootballDatabase.eu (engelsk)
- Federico Fernández' spillerprofil på Soccerway (engelsk)
- Federico Fernández' profil på Zero Zero (engelsk)